# 青春キャンパス
青春キャンパス（せいしゅんキャンパス）は文化放送のラジオ番組。1980年4月7日から1987年4月3日まで放送。NRN系列 全国ネットで放送した。

## 概要
月曜日 - 金曜日帯の30分枠で放送。当番組は花王の一社提供で、『MOONLIGHT 抱きしめて!!』終了の1991年10月4日までは花王 一社提供枠が続く。
ネット局毎にアナウンサー、ローカルタレントから成る「キャンパスリーダー」が設けられ、各地方のリスナーのまとめ役となった。一定期間毎に行われるオーディションで選ばれた高校生たちは「キャンパススタッフ」として番組制作に関わった。1986年2月、キャンパスリーダーたちが一堂に会し、ゲームなどを行った番組イベント『全国リーダー大会』を開催した。
当番組のテーマ曲はジョニー・ピアソン・オーケストラの『二人の出会い(Today I met my love)』。
ハガキ コーナーのBGMはジョルジュ・ドルリュー作曲の映画サウンドトラック『イルカの日のテーマ(The Day of the Dolphin)』。

### 近畿広域圏の対応
当番組を放送していた期間は『MBSヤングタウン』（MBSラジオ）金曜日パーソナリティを谷村とばんばが務めていた期間と重なっていた。ラジオ大阪で放送していた当初、当番組は24:30からの放送で、ヤングタウン金曜日は24:25で終了していたため、放送時間が重なることはなかった。
1981年4月10日より、ヤングタウン金曜日が25:00まで放送時間を延長したために裏番組となった。この為、金曜日放送分はキャンパスリーダーのスイッチョン（角川加代子）らの出演で、ラジオ大阪の自社制作枠（企画ネット番組）となった。
1982年10月4日より、近畿広域圏内の放送がラジオ大阪からABCラジオへ移行。その後、金曜日放送分はABCラジオの自社制作枠となり、パーソナリティは板東英二、長江健次とキャンパスリーダーの川田恵子が務めた。1983年7月からは長江に代わり、大江千里がパーソナリティを務めた。番組の会報「ST Pivot」では大阪制作版について取り上げていた。

## 出演者
- 谷村新司[4]
- ばんばひろふみ[4]

二人は1980年3月まで『青春大通り』の火曜日パーソナリティを務め、これに引き続いての出演となった。
番組開始当初は谷村は「総長」として番組のまとめ役に当たり、アリスの堀内孝雄・矢沢透、岸田智史、武田鉄矢、山本雄二、シグナルら出演者と一緒に若者中心のリスナーと番組を結ぶ役目だった。リスナー発案の企画、アイデア、取材などを選考に掛ける「キャンパス会議」を実施した。

## 主なコーナー
- キャンパス情報 （月曜 - 金曜）
  - 1981年 当時は番組最初のパートで放送。各局のキャンパスリーダーが内容をそれぞれ決めてレポート[5]。
- ヤングジャーナル （月曜）[5]
- 全国ご当地音頭レポート （月曜）
- 天才・秀才・バカ （火曜）
  - 『セイ!ヤング』『青春大通り』で放送したコーナーを当番組に移動。
- 若者の周辺シリーズ （水曜）
  - 各局のキャンパススタッフが学校などで集めた若者の声を放送[5]。
- ゲスト コーナー （木曜、タイトルは『チャーミングなお客様いらっしゃい』など）
- おたよりの日 （金曜、ハガキ コーナー）
  - など。

## 各局キャンパスリーダー
太字は1986年当時のキャンパスリーダー
| - 文化放送：野中直子 → 萩野慶子 → 扇一平 → 小林寛子 - STVラジオ：藤原かまたり - 青森放送：浅木信也 → 浜舘明 - 秋田放送：笹山清史 → 菅原実 - 岩手放送：照井健 - 山形放送：安藤勲 → 斉藤修 - 東北放送：福井弘文 → 若生哲旺 - ラジオ福島：中村幹男 → 八塚浩 - 新潟放送：山中景子 - 信越放送：久保正彰 → 西沢透 - 山梨放送：細野俊晴 - 静岡放送：荻島正己 → 渡邊千晃 - 北日本放送：小森法孝 → 鞍田朝夫 - 北陸放送：西出由紀枝 → 沼田憲和 - 福井放送：清田精二 → 森本茂樹 - 東海ラジオ：天野良春 → 小島愛理 - 和歌山放送：藤本喜八郎 → 小林睦郎 | - ラジオ大阪：鏡宏一 → スイッチョン（角川加代子） - ABCラジオ：川田恵子 - 山陽放送：滝沢忠孝 → 石田好伸 - 山陰放送：角谷敏朗 → 板井文昭 → 大谷典子 - 中国放送：室井清司 - 山口放送：井上雪彦 → 木下周三 - 四国放送：池田賢 → 清水幸二 - 西日本放送：采野友啓 - 南海放送：松沢はつみ → 戒田節子 - 高知放送：中屋俊彦 → 糟谷ひとみ - 九州朝日放送（KBCラジオ）：二木清彦 → 沢田幸二 - 大分放送：高島晋一郎 → 泉禎之 - 長崎放送：平松誠四郎 → 田川ありさ → 福田美香 - 熊本放送：安東由喜雄 → 大田黒浩一 - 宮崎放送：塩水流由美子 → 福田英明 - 南日本放送：古川広生 → 采野吉洋 - ラジオ沖縄：翁長林一郎 → 市来朋子 |

## ネット局・放送時間
- 文化放送
月 - 金曜 24:30 - 25:00（1980年4月7日 - 1980年10月3日）
月 - 金曜 23:00 - 23:30（1980年10月6日 - 1987年4月3日）- 『吉田照美の夜はこれから てるてるワイド』→『吉田照美のてるてるワイド』→『新てるてるワイド 吉田照美のふッかいあな』に内包
- NRN系列ほか 全国33局ネット

| - STVラジオ - 23:10 - 23:40 - 青森放送 - 23:30 - 24:00 - 秋田放送 - 22:00 - 22:30（1980年） → 23:00 - 23:30（1987年） - 岩手放送 - 23:00 - 23:30 - 山形放送 - 23:10 - 23:40（1980年） → 23:00 - 23:30（1987年） - 東北放送 - 24:00 - 24:30 - ラジオ福島 - 23:20 - 23:50 - 新潟放送 - 22:10 - 22:40（1980年） → 23:30 - 24:00（1987年） - 山梨放送 - 22:00 - 22:30（1980年） → 23:00 - 23:30（1987年） - 信越放送 - 24:00 - 24:30 - 静岡放送 - 24:00 - 24:30 - 北日本放送 - 23:30 - 24:00 - 北陸放送 - 23:30 - 24:00 - 福井放送 - 23:00 - 23:30 - 東海ラジオ - 24:10 - 24:40（1980年） → 24:00 - 24:30（1987年） - 和歌山放送 - 23:35 - 24:05（1980年） → 23:30 - 24:00（1987年） | - 近畿広域圏 - ラジオ大阪 - 24:30 - 25:00（1980年4月7日 - 1982年10月1日） - ABCラジオ - 22:30 - 23:00（1982年10月4日 - 1987年4月3日）- 1984年10月8日から『ABCヤングリクエスト』、1986年10月6日から『乾龍介のホットポイント』に内包 - 山陽放送 - 23:30 - 24:00 - 山陰放送 - 23:30 - 24:00（1980年） → 23:00 - 23:30（1987年） - 中国放送 - 24:30 - 25:00（1980年） → 23:30 - 24:00（1987年） - 山口放送 - 23:30 - 24:00 - 四国放送 - 23:00 - 23:30 - 西日本放送 - 23:30 - 24:00（1980年） → 23:00 - 23:30（1987年） - 南海放送 - 23:20 - 23:50 - 高知放送 - 23:00 - 23:30 - 九州朝日放送（KBCラジオ） - 24:30 - 25:00 - 大分放送 - 22:00 - 22:30（1980年） → 23:00 - 23:30（1987年） - 長崎放送 - 23:30 - 24:00 - 熊本放送 - 23:30 - 24:00 - 宮崎放送 - 23:00 - 23:30 - 南日本放送 - 22:00 - 22:30 - ラジオ沖縄 - 23:00 - 23:30 |